# シェエラザード (浅田次郎)
『シェエラザード』は、浅田次郎の長編小説。「東京中日スポーツ」などに1996年10月22日から1年間連載し、1999年に講談社から刊行された。
阿波丸事件をモチーフに、過去と現代の2つの視点から、太平洋戦争末期に台湾沖に沈んだ豪華客船「弥勒丸」（みろくまる）の沈没の真相と、その人間模様を描いた作品。

## あらすじ
昭和20年、嵐の台湾沖の東支那海で、2300人の命を積んだまま沈んだ弥勒丸（みろくまる）。建造されたばかりの日本が世界に誇る豪華客船ではあったが、予定されていたサンフランシスコ便としての就航ではなく、太平洋戦争末期の時局で赤十字の徴用船として運用されていた。
時を経て現代、「宋英明」と名乗る謎の台湾の男により沈没した弥勒丸の引き揚げ話を持ち込まれた者たちが、次々と不審な死を遂げていく。
元エリート銀行員で、今は企業舎弟の消費者金融会社社長である軽部順一は、宗英明から弥勒丸を引き揚げるための費用100億円を貸すよう迫られる。軽部は専務の日比野善政とともに、かつて恋人であった新聞記者・久光律子の協力を仰ぎながら、弥勒丸沈没にまつわる謎を追求することになった。律子は記者の仕事を辞してまで、この調査にのめり込んでいく。

## 書籍
- 単行本（上）：講談社 初版1999年12月ISBN 978-4-06-209607-2
- 単行本（下）：講談社 初版1999年12月 ISBN 978-4-06-209958-5
- 文庫本（上）：講談社文庫 初版2002年12月 ISBN 978-4-06-273609-1
- 文庫本（下）：講談社文庫 初版2002年12月 ISBN 978-4-06-273610-7

## ドラマ
『シェエラザード〜海底に眠る永遠の愛〜』のタイトルで、NHKハイビジョン「ハイビジョンドラマ館」において2004年7月13日に前編が翌14日に後編が放送された。7月31日にNHK総合で放送されている。

### キャスト

#### 過去
- 堀 勝一 - 反町隆史
- 正木 幸吉 - 小澤征悦
- 堀 百合子 - 長谷川京子[1]
- 高取 邦孝（陸軍大佐） -  伊武雅刀
- 村山 留次 - 伊藤淳史
- ターニャ - ソフィア・コバロバ
- 森田 新一郎（弥勒丸船長） - 竜雷太
- 笠原 章介（弥勒丸航海長） - 松重豊
- 大山 吾市（弥勒丸調理長） - 石橋蓮司
- 花井 六助（弥勒丸機関長） - 石田太郎
- 小笠原 太郎 - 長塚京三

#### 現代
- 軽部 順一 - 仲村トオル
- 久光 律子 - 石田ゆり子
- 宋 英明 - 平幹二朗
- 本多 瑶子 - 川合千春
- 山岸 修三 - 神山繁
- 小笠原 太郎 - 長塚京三

### スタッフ
- 脚本：鄭義信
- 音楽：栗山和樹
- 演出：吉村芳之

### 小説版とドラマ版の相違
ドラマ版では、堀と正木が旧知の仲であったり、堀勝一と堀百合子が愛し合っている点や、一部登場人物がカットされるなどの設定変更が行われている。